# 瑪麗貝爾·文森
瑪麗貝爾·文森（Maribel Vinson，1911年10月12日—1961年2月15日）是一位美國花式滑冰運動員和教練。她參加了女子單人滑和雙人滑的比賽。作為單人滑運動員，她曾於1932年冬季奧運會上獲得銅牌，兩屆世界花式滑冰錦標賽獎牌得主（1928年銀牌、1930年銅牌），1937年北美花式滑冰錦標賽冠軍及九屆美國花式滑冰錦標賽冠軍。
作為雙人滑運動員，她與喬治·希爾一起贏得了1935年北美花式滑冰錦標賽冠軍並四次獲得美國花式滑冰錦標賽冠軍。她還與桑頓·庫利奇一起贏得了兩次美國花式滑冰錦標賽冠軍。她是《紐約時報》第一位女性體育記者，在擔任全職記者的同時繼續參加比賽並贏得獎牌。
瑪麗貝爾·文森與關穎珊並列美國女子花式滑冰冠軍紀錄保持者。

## 生平
瑪麗貝爾·文森是一名優秀的學生，就讀於拉德克利夫學院，並於1933年畢業。她與加拿大滑冰運動員蓋伊·歐文（Guy Owen）結婚，並育有兩個女兒—瑪麗貝爾·歐文和勞倫絲·歐文。 
1949年，兩人離婚，蓋伊·歐文三年後去世，享年38歲。1952年，她和女兒們搬回溫徹斯特與母親一起生活。1961年2月15日，瑪麗貝爾·文森和兩個女兒因比利時航空548號班機空難喪生。